# Estrecho de Tiquina
Estrecho de Tiquina är ett sund i Bolivia.   Det ligger i departementet La Paz, i den västra delen av landet, 500 km nordväst om huvudstaden Sucre.